# Centrostachys
Centrostachys es un género de fanerógamas con 32 especies descritas, pertenecientes a la familia Amaranthaceae.

## Taxonomía
El género fue descrito por Nathaniel Wallich  y publicado en Flora Indica; or descriptions of Indian Plants 2: 497. 1824. La especie tipo es: Centrostachys aquatica.

## Especies seleccionadas
| - Centrostachys abyssinica - Centrostachys alba - Centrostachys angustifolia - Centrostachys aquatica - Centrostachys arborescens - Lista completa de especies |